# گرگ ماده (ترانه شکیرا)
«گرگ ماده» (به انگلیسی: She Wolf) تک‌آهنگی از شکیرا خوانندهٔ اهل کلمبیا است که در ۱۰ ژوئیه ۲۰۰۹ منتشر شد.
این تک‌آهنگ در چارت‌های موسیقی ایتالیا، والونیا، فرانسه، ایرلند، آلمان، اسپانیا، فنلاند، اتریش جزو ده ترانه اول قرار گرفت.
این آهنگ یک نسخه‌ی اسپانیایی زبان هم دارد که با نام لوبا مشهور است.